# Stimmkreis Würzburg-Stadt
Der Stimmkreis Würzburg-Stadt ist einer von rund 90 Stimmkreisen bei Wahlen zum Bayerischen Landtag und zu den Bezirkstagen sowie bei Volksentscheiden. Er gehört zum Wahlkreis Unterfranken.
Seit der Landtagswahl 2013 umfasst er nach Gebietsänderungen gegenüber 2008 die kreisfreie Stadt Würzburg und vom Landkreis Würzburg die Gemeinden Gerbrunn und Rottendorf. Die übrigen Gemeinden dieses Landkreises liegen im Stimmkreis Würzburg-Land.

## Landtagswahl 2023
Zur Landtagswahl 2023 traten folgende Parteien und Direktkandidaten im Stimmkreis Würzburg-Stadt an und erzielten folgende Ergebnisse:
| Nr. | Direktkandidat      | Partei       | Erststimmen in % | Gesamtstimmen in % |
| --- | ------------------- | ------------ | ---------------- | ------------------ |
| 1   | Andrea Behr         | CSU          | 33,0             | 31,8               |
| 2   | Patrick Friedl      | GRÜNE        | 29,8             | 29,4               |
| 3   | Sven Baumeister     | Freie Wähler | 5,9              | 6,8                |
| 4   | Ludwig Mechler      | AfD          | 10,0             | 10,3               |
| 5   | Alexander Kolbow    | SPD          | 10,8             | 11,0               |
| 6   | Tobias Dutta        | FDP          | 3,8              | 3,9                |
| 7   | Dmitry Nekhoroshkov | LINKE        | 2,9              | 3,1                |
| 8   | Raimund Gilbert     | BP           | 0,3              | 0,4                |
| 9   | Heinz Braun         | ÖDP          | 2,4              | 2,3                |
| 10  | Stefan Ruthard      | dieBasis     | 1,0              | 1,0                |

## Landtagswahl 2018
Im Stimmkreis waren insgesamt 106.343 Einwohner wahlberechtigt. Die Landtagswahl am 14. Oktober 2018 hatte folgendes Ergebnis:
| Direktkandidat     | Partei           | Erststimmen in % | Gesamtstimmen in % | Veränderung der Gesamtstimmen im Vergleich zur Landtagswahl 2013 in % |
| ------------------ | ---------------- | ---------------- | ------------------ | --------------------------------------------------------------------- |
| Oliver Jörg        | CSU              | 29,2             | 30,4               | − 10,7                                                                |
| Georg Rosenthal    | SPD              | 11,8             | 10,9               | − 12,9                                                                |
| Manfred Dülk       | Freie Wähler     | 5,2              | 4,9                | − 0,2                                                                 |
| Patrick Friedl     | GRÜNE            | 29,9             | 29,4               | + 13,6                                                                |
| Wolfram Fischer    | FDP              | 6,6              | 6,7                | + 3,0                                                                 |
| Martin Timm        | LINKE            | 4,8              | 5,0                | + 2,6                                                                 |
| Thorsten Götz      | BP               | 0,6              | 0,5                | − 0,2                                                                 |
| Wolf von Bodisco   | ÖDP              | 0,8              | 1,0                | − 0,7                                                                 |
| Michael Kindermann | PIRATEN          | 0,6              | 0,6                | − 2,5                                                                 |
| -                  | Die Franken      | -                | 0,3                | − 1,3                                                                 |
| Martin Peter       | AfD              | 7,0              | 7,0                | + 7,0                                                                 |
| Matthias Matuschik | mut              | 0,9              | 0,7                | + 0,7                                                                 |
| Andrea Kübert      | Die Partei       | 1,4              | 1,3                | + 1,3                                                                 |
| Katharina Deckert  | Tierschutzpartei | 1,0              | 0,9                | + 0,9                                                                 |
| Christine Wolfram  | V-Partei³        | 0,3              | 0,3                | + 0,3                                                                 |

## Landtagswahl 2013
Die Wahlbeteiligung der 108.060 Wahlberechtigten im Stimmkreis betrug 60,3 Prozent, bei einem Landesdurchschnitt von 63,9 Prozent war dies Rang 77 unter den 90 Stimmkreisen. Das Direktmandat ging an Oliver Jörg (CSU).
| Direktkandidat       | Partei       | Erststimmen | Gesamtstimmen | Gesamtstimmen ggü. Bayern (%p) | Gesamtstimmen ggü. 2008 (%p) |
| -------------------- | ------------ | ----------- | ------------- | ------------------------------ | ---------------------------- |
| Oliver Jörg          | CSU          | 39,4 %      | 41,1 %        | −6,6 %                         | −0,4 %                       |
| Georg Rosenthal      | SPD          | 25,2 %      | 23,8 %        | +3,2 %                         | +3,5 %                       |
| Hans-Jürgen Weber    | FREIE WÄHLER | 5,3 %       | 4,8 %         | −4,2 %                         | −0,1 %                       |
| Patrick Friedl       | GRÜNE        | 16,1 %      | 15,8 %        | +7,2 %                         | +0,8 %                       |
| Berthold Haustein    | FDP          | 3,1 %       | 3,7 %         | +0,4 %                         | −4,5 %                       |
| Jurij Dörnhöfer      | DIE LINKE    | 2,3 %       | 2,4 %         | +0,3 %                         | −3,2 %                       |
| Dagmar Dewald        | ÖDP          | 1,7 %       | 1,8 %         | −0,2 %                         | +0,1 %                       |
| Hans-Joachim Hebling | REP          | 1,3 %       | 1,4 %         | +0,4 %                         | −0,1 %                       |
| Gisela Grimm         | BP           | 0,8 %       | 0,7 %         | −1,4 %                         | +0,6 %                       |
| Walter Mack          | DIE FRANKEN  | 1,6 %       | 1,6 %         | X                              | X                            |
| Gernot Gerlach       | PIRATEN      | 3,0 %       | 3,1 %         | +1,1 %                         | X                            |

## Landtagswahl 2008
Der Stimmkreis umfasste 2008 die kreisfreie Stadt Würzburg. Wahlberechtigt waren bei der letzten Landtagswahl 99.288 Einwohner. Die Wahlbeteiligung lag bei 50,4 %.  Die Landtagswahl 2008 hatte folgendes Ergebnis:
| Direktkandidat          | Partei                | Erststimmen in % | Gesamtstimmen in % | Veränderung der Gesamtstimmen im Vergleich zur Landtagswahl 2003 in % |
| ----------------------- | --------------------- | ---------------- | ------------------ | --------------------------------------------------------------------- |
| Oliver Jörg             | CSU                   | 40,6             | 41,6               | - 9,1                                                                 |
| Marco Schneider         | SPD                   | 20,9             | 20,2               | - 1,6                                                                 |
| Matthias Gauger         | Bündnis 90/Die Grünen | 15,5             | 15,5               | + 1,3                                                                 |
| Joachim Hohloch         | Freie Wähler          | 4,8              | 4,3                | + 3,4                                                                 |
| Jens Brandt             | FDP                   | 8,5              | 8,4                | + 3,9                                                                 |
| Jürgen-Siegfried Hölzer | REP                   | 1,5              | 1,4                | - 3,9                                                                 |
| Dagmar Dewald           | ödp                   | 1,9              | 1,7                | - 0,7                                                                 |
| -                       | BP                    | -                | 0,1                | + 0,1                                                                 |
| Peter Baumann           | Die Linke             | 5,9              | 5,7                | + 5,7                                                                 |
| Waldemar Hirschfeldt    | NPD                   | 0,5              | 0,5                | + 0,5                                                                 |
| -                       | RRP                   | -                | 0,5                | + 0,5                                                                 |